# Ron Flockhart
Ron Flockhart (Edinburgh, 16 juni 1923 - Dandenong Ranges, Victoria, Australië, 12 april 1962) was een Schots Formule 1-coureur. Hij reed in 1954 en van 1956 tot 1960 14 Grands Prix voor de teams Maserati, BRM, Connaught, Cooper en Lotus. Hij won de 24 uur van Le Mans in 1956 en 1957.